# Ivar Johansson (regissör)
Ivar Arnold Johansson, född 20 november 1889 i Stråtjära, död 6 december 1963 i Stockholm, var en svensk regissör och manusförfattare.

## Biografi
Ivar Johansson var bondson och lämnade hemmet i unga år för studier i Stockholm. Han tog där studenten och studerade sedan humaniora på högskola. År 1916 fick han anställning som textredigerare till stumfilmer, vilket ledde vidare till arbete först som filmklippare och därefter som manusförfattare och regissör. Hans första regi- och manusuppdrag var till filmen Filmrevyn (1921). Därefter följde manus till Theodor Berthels Folket i Simlångsdalen (1924), Karin Swanströms Flickan i frack och John W. Brunius filmer Fänrik Ståls sägner-del I och II (båda 1926) samt Gustaf Wasa del I och II (båda 1928).
Johansson spelfilmsregidebut kom med 1929 års Rågens rike som var starkt påverkad av modern rysk film. Filmen hade premiär samma dag som den första svenska ljudfilmen Säg det i toner och kom att överskuggas av denna. Senare har Rågens rike uppvärderats och räknas som ett centralverk i svensk stumfilm. Under de nästföljande 27 åren regisserade Johansson 37 filmer. Under 1930-talet var de flesta av hans filmer influerade av dåtidens komedier och folklustspel. Han återvände till hembygden och naturen i bland annat Hälsingar (1933), Bränningar (1935) och Storm över skären (1938).
Under 1940-talet nådde han stora publikframgångar med Tänk om jag gifter mig med prästen (1941) och Gula kliniken (1942). Mot slutet av sin karriär återvände han till allmogemotivet.
Han var från 1943 fram till sin död gift med fotografen och TV-producenten Birgitta Pramm-Johansson.

## Filmografi

### Manus
- 1921 – Filmrevyn
- 1924 – Folket i Simlångsdalen
- 1926 – Flickan i frack
- 1926 – Fänrik Ståls sägner-del I
- 1926 – Fänrik Ståls sägner-del II
- 1928 – Gustaf Wasa del I
- 1928 – Gustaf Wasa del II
- 1928 – A.-B. Gifta Bort Baron Olson
- 1929 – Rågens rike
- 1930 – Trollbruden
- 1930 – Stockholms hamn
- 1931 – Skepparkärlek
- 1932 – Svärmor kommer
- 1932 – Pojkarna på Storholmen
- 1933 – Bomans pojke
- 1933 – Hälsingar
- 1934 – Sången till henne
- 1935 – Grabbarna i 57:an
- 1935 – Bränningar
- 1936 – Fröken blir piga
- 1937 – Mamma gifter sig
- 1938 – I nöd och lust
- 1938 – Storm över skären
- 1939 – Oss baroner emellan
- 1940 – Vi Masthuggspojkar
- 1941 – Tänk, om jag gifter mig med prästen
- 1942 – Gula kliniken
- 1942 – Ta hand om Ulla
- 1943 – Ungt blod
- 1943 – Fångad av en röst
- 1944 – Skogen är vår arvedel
- 1945 – Bröderna Östermans huskors
- 1946 – Bröllopet på Solö
- 1947 – Livet i Finnskogarna
- 1947 – Ådalens poesi
- 1948 – Marknadsafton
- 1949 – Lång-Lasse i Delsbo
- 1949 – Hin och smålänningen
- 1949 – Delsbostintan språkar litet om Lång-Lasse
- 1950 – Rågens rike
- 1952 – Kalle Karlsson från Jularbo
- 1953 – Ursula – flickan i finnskogarna
- 1955 – Finnskogens folk

### Regi
- 1921 – Filmrevyn
- 1929 – Rågens rike
- 1930 – Stockholms hamn
- 1931 – Skepparkärlek
- 1932 – Lyckans gullgossar
- 1933 – Hälsingar
- 1933 – Bomans pojke
- 1934 – Sången till henne
- 1934 – Uppsagd
- 1935 – Bränningar
- 1935 – Grabbarna i 57:an
- 1936 – Fröken blir piga
- 1937 – Mamma gifter sig
- 1938 – I nöd och lust
- 1938 – Storm över skären
- 1939 – Oss baroner emellan
- 1939 – Åh, en så'n grabb
- 1940 – Snurriga familjen
- 1941 – Gatans serenad
- 1941 – Tänk, om jag gifter mig med prästen
- 1941 – Tåget går klockan 9
- 1941 – Springpojkar är vi allihopa
- 1942 – Gula kliniken
- 1942 – Ta hand om Ulla
- 1943 – Ungt blod
- 1943 – Fångad av en röst
- 1944 – Örnungar
- 1944 – Skogen är vår arvedel
- 1945 – Bröderna Östermans huskors
- 1945 – Moderskapets kval och lycka
- 1946 – Bröllopet på Solö
- 1947 – Livet i Finnskogarna
- 1947 – Ådalens poesi
- 1948 – Marknadsafton
- 1949 – Lång-Lasse i Delsbo
- 1949 – Hin och smålänningen
- 1949 – Delsbostintan språkar litet om Lång-Lasse
- 1950 – Rågens rike
- 1952 – Kalle Karlsson från Jularbo
- 1952 – När syrenerna blomma
- 1953 – Ursula – flickan i finnskogarna
- 1954 – De röda hästarna
- 1955 – Finnskogens folk

### Roller
- 1934 – Uppsagd
- 1938 – Storm över skären

### Klippning
- 1926 – Flickan i frack
- 1928 – Stormens barn
- 1930 – Farornas ö
- 1931 – Skepparkärlek
- 1932 – Lyckans gullgossar
- 1933 – Bomans pojke
- 1934 – Uppsagd
- 1935 – Bränningar
- 1935 – Grabbarna i 57:an
- 1936 – Fröken blir piga
- 1939 – Oss baroner emellan
- 1941 – Gatans serenad
- 1941 – Tänk, om jag gifter mig med prästen
- 1941 – Tåget går klockan 9
- 1942 – Ta hand om Ulla
- 1943 – Ungt blod
- 1943 – Fångad av en röst
- 1944 – Skogen är vår arvedel
- 1945 – Bröderna Östermans huskors
- 1945 – Moderskapets kval och lycka
- 1947 – Livet i Finnskogarna
- 1949 – Lång-Lasse i Delsbo